# Joe Hugill
Joseph Brennen Hugill (Durham, 2003. október 19. –) angol labdarúgó, a Premier League-ben szereplő Manchester United játékosa, de kölcsönben a Barnet színeiben szerepel.

## Pályafutása

### Klubcsapatokban

#### Utánpótlás csapatokban
Hugill Durhamben született és pályafutását a Newcastle United csapatánál kezdte. Egy év után elhagyta az együttest és a Sunderlandhez szerződött.

#### Manchester United
Hugill 2020- július 1-én írt alá a Manchester United csapatával, az Arsenal, a Tottenham és más nagy klubok helyett. Pályafutása a csapattal jól kezdődött, a Liverpool U23-as csapata ellen négy gólt szerzett egy 6–3 végeredményű mérkőzésen. Mindössze a második játékos lett a csapat történetében, aki négyet tudott lőni a Liverpool ellen, Steve Jones után, akinek ez szintén egy utánpótlás-meccsen sikerült, 1977-ben.
Hugill a 2021–2022-es előszezonban a United felnőtt csapatával utazott. Pályára lépett a Derby County és a Queens Park Rangers ellen. 2021 júliusában új szerződést kapott.
2023. február 1-én Hugill egyike volt a három United-játékosnak, akit kölcsönadtak a félprofi Altrincham csapatának a szezon hátralévő részére. A megegyezés szerint a három játékos továbbra is a Unitednél edzett és játszott, miközben tapasztalatot szereztek kölcsönben. 2024 januárjában új szerződést kötött és kölcsönbe igazolt a Burton Albion csapatához. A 2025–2026-os idényt pedig a Barnet játékosaként kezdte a negyedosztályban.

### A válogatottban
2020-ban először behívták az U18-as angol válogatottba.

## Statisztikák
Frissítve: 2021. szeptember 21.
| Csapat                       | Szezon    | Bajnokság       | Bajnokság | Bajnokság | Kupa | Kupa  | Ligakupa | Ligakupa | Nemzetközi | Nemzetközi | Egyéb | Egyéb | Összesen | Összesen |
| Csapat                       | Szezon    | Liga            | P.        | Gólok     | P.   | Gólok | P.       | Gólok    | P.         | Gólok      | P.    | Gólok | P.       | Gólok    |
| ---------------------------- | --------- | --------------- | --------- | --------- | ---- | ----- | -------- | -------- | ---------- | ---------- | ----- | ----- | -------- | -------- |
| Manchester United U21        | 2020–2021 | —               | —         | —         | —    | —     | —        | —        | —          | —          | 3     | 0     | 3        | 0        |
| Manchester United U21        | 2021–2022 | —               | —         | —         | —    | —     | —        | —        | —          | —          | 1     | 1     | 1        | 1        |
| Manchester United U21        | 2022–2023 | —               | —         | —         | —    | —     | —        | —        | —          | —          | 2     | 0     | 2        | 0        |
| Manchester United U21        | 2023–2024 | —               | —         | —         | —    | —     | —        | —        | —          | —          | 3     | 1     | 3        | 1        |
| Manchester United U21        | 2024–2025 | —               | —         | —         | —    | —     | —        | —        | —          | —          | 0     | 0     | 0        | 0        |
| Manchester United U21        | Összesen  | Összesen        | 0         | 0         | 0    | 0     | 0        | 0        | 0          | 0          | 9     | 2     | 9        | 2        |
| Altrincham (kölcsönben)      | 2022–2023 | National League | 8         | 1         | 0    | 0     | —        | —        | —          | —          | 2     | 0     | 10       | 1        |
| Burton Albion (kölcsönben)   | 2023–2024 | League One      | 18        | 1         | 0    | 0     | 0        | 0        | —          | —          | 0     | 0     | 18       | 1        |
| Wigan Athletic (kölcsönben)  | 2024–2025 | League One      | 13        | 3         | 1    | 0     | 1        | 0        | —          | —          | 3     | 2     | 18       | 5        |
| Carlisle United (kölcsönben) | 2024–2025 | League Two      | 16        | 2         | 0    | 0     | 0        | 0        | —          | —          | 0     | 0     | 16       | 2        |
| Barnet (kölcsönben)          | 2025–2026 | League Two      | 0         | 0         | 0    | 0     | 0        | 0        | —          | —          | 0     | 0     | 0        | 0        |
| Összesen                     | Összesen  | Összesen        | 55        | 7         | 1    | 0     | 1        | 0        | 0          | 0          | 14    | 4     | 71       | 11       |

1. 1 2 3 4 5  Pályára lépések az EFL Trophyban
2. ↑  Pályára lépések az FA Trophyban